# Арена Пантанал
15° 36′ 11″ S 56° 07′ 14″ W / 15.60306° Ј; 56.12056° З
Арена Пантанал је стадион у граду Кујаба у Бразилу. Стадион је изграђен за Светско првенство у фудбалу 2014.. Има капацитет око 43.000 гледалаца.